# Mount Fulton
Mount Fulton ist ein 900 m hoher Berg im westantarktischen Marie-Byrd-Land. In den zu den Ford Ranges gehörenden Denfeld Mountains ragt er zwischen Mount Passel und Mount Gilmour auf.
Teilnehmer der United States Antarctic Service Expedition (1939–1941) kartierten ihn. Namensgeber ist der aus Kanada stammende US-amerikanische Versicherungsunternehmer R. Arthur Fulton (1887–1962), durch dessen Gesellschaft der Frachter Jacob Ruppert während der zweiten Antarktisexpedition (1933–1935) des US-amerikanischen Polarforschers Richard Evelyn Byrd versichert wurde.